# Société de perception et de distribution des droits des artistes-interprètes
 (octobre 2017).
La Spedidam, Société de perception et de distribution des droits des artistes-interprètes, est un organisme de gestion collective des droits de propriété intellectuelle des artistes-interprètes, constitué sous forme de société civile. Elle a pour objet l'exercice et l'administration dans tous pays, des droits voisins des artistes-interprètes.
En 2024, la Spedidam répartit des droits à plus de 116 000 ayants droit, dont plus de 40 000 sont ses associés.

## Historique et contexte législatif
Avec l’essor des techniques d’enregistrement, la musique enregistrée a, dès la fin des années 1920, menacé la profession. Dans les années 1950, cette transition s’est accélérée : les prestations enregistrées ont commencé à être massivement utilisées dans les lieux publics (bars, discothèques, cinémas, etc.), mettant en péril l’activité professionnelle de nombreux musiciens.
Face à cette évolution, la Spedidam a été fondée pour que les artistes puissent : 
- Exercer un contrôle sur l’utilisation secondaire de leurs interprétations enregistrées.

- Percevoir des rémunérations complémentaires pour ces utilisations secondaires (diffusion dans des spectacles, utilisation dans des films, etc.).

Un combat pour la reconnaissance des droits des artistes-interprètes
Dès sa création, la Spedidam s’est battue pour faire reconnaître le "droit de l’interprète", à l’image du droit d’auteur reconnu depuis la Révolution française. Ce combat a d’abord été gagné sur le terrain judiciaire, grâce à des décisions de justice qui ont permis à la Spedidam de collecter et répartir les droits aux artistes.
Ce principe a ensuite été consacré par la loi de 1985, adoptée à l’unanimité par l’Assemblée nationale et le Sénat. En 1992, cette loi a été intégrée dans le Code de la propriété intellectuelle, officialisant ainsi les droits voisins du droit d’auteur, et offrant un cadre légal solide pour la rémunération des artistes-interprètes.

## Missions

### Percevoir et gérer les droits
Les artistes-interprètes sont titulaires, comme les auteurs sur leur œuvre, d'un droit moral sur leur interprétation. Ce droit ne peut être cédé et se transmet aux héritiers de l'artiste-interprète sans limitation de durée. Ils disposent également d'un droit d'autoriser ou d'interdire la fixation, la reproduction et la communication au public de cette fixation, sa location, sa distribution et sa mise à la disposition du public à la demande. C'est le droit exclusif. C'est ainsi que les artistes peuvent contrôler les utilisations secondaires de leurs enregistrements.
Les artistes-interprètes disposent, en application de l’article L. 212-3 du code de la propriété intellectuelle et des directives européennes 2001/29 et 2006/115, du droit d’autoriser ou d’interdire la fixation de leur interprétation, la reproduction et la communication au public de cette fixation, sa location, sa distribution et sa mise à la disposition du public à la demande.
C’est en vertu de ce droit exclusif que les artistes-interprètes peuvent contrôler les utilisations secondaires de leurs enregistrements.

#### La rémunération équitable
Le droit à rémunération équitable est dû quand un phonogramme publié à des fins de commerce est diffusé dans des lieux festifs (lieux publics sonorisés : restaurants, hôtels, magasins, discothèques, etc.) ou à la TV (sauf œuvres audiovisuelles), radio ou webradio, et bénéficie aux artistes-interprètes et aux producteurs.  
Les diffuseurs n’ont pas l’obligation de demander l’autorisation des artistes et des producteurs pour diffuser cette musique enregistrée. En contrepartie, ils doivent s’acquitter du paiement d’une rémunération dite « rémunération équitable ».
Cette rémunération est perçue par la Société pour la Perception de la Rémunération Équitable (« SPRE ») qui la reverse ensuite aux artistes-interprètes par le biais notamment de la Spedidam (la rémunération équitable revient aussi aux producteurs et leur est reversée par le biais de leur organisme de gestion collective).

#### La rémunération pour copie privée
La rémunération pour copie privée a été instituée pour rémunérer les artistes-interprètes, les auteurs et les producteurs du fait de l’expansion croissante de la copie des œuvres sonores et audiovisuelles effectuée par les particuliers à partir de supports vierges (smartphones, tablettes, CD, DVD etc.).
Le législateur a autorisé les utilisateurs à copier les enregistrements pour leur usage privé, sans avoir à demander l’autorisation aux artistes, producteurs et auteurs. En contrepartie, une rémunération est perçue, dite « rémunération pour copie privée », qui est comprise dans le prix d’achat des supports d’enregistrement vierges.
Cette rémunération est perçue par la société COPIE FRANCE auprès des fabricants ou importateurs de supports de stockage, qui la redistribue notamment à la Spedidam pour le compte de ses ayants-droits.

## Action culturelle
Conformément aux dispositions de l’article L.324-17 du code de la propriété intellectuelle, la Spedidam soutient des projets via des actions d’aide à la création, à la diffusion du spectacle vivant, à l’éducation artistique et culturelle et à la formation d’artistes. Conformément à la loi, le budget de l'Action culturelle provient de : 
- 25 % des sommes provenant de la rémunération pour copie privée ;
- les sommes perçues qui n’ont pu être réparties, soit en application des conventions internationales auxquelles la France est partie, soit parce que leurs destinataires n’ont pas pu être identifiés ou retrouvés avant l’expiration du délai de prescription de 5 ans.

L’objectif est de favoriser l’emploi des artistes-interprètes en soutenant des projets culturels. Les aides sont attribuées sur dossier, en fonction de critères définis par le Conseil d’administration. Elles sont étudiées par des commissions spécialisées. En 2024, la Spedidam a soutenu plus de 17 000 représentations soit 21 900 artistes-interprètes.

## Mauvaise gestion
Dans son rapport annuel 2022, la commission de contrôle des organismes de gestion des droits d’auteurs et des droits voisins (CCOGDA) critique la gestion de la Spedidam. Pour la commission, la Spedidam est « défaillante dans l'accomplissement de ses deux principales missions. » Certains faits susceptibles de constituer des infractions pénales ont été transmis au procureur de la République.
Six élus ont démissionné à la suite de ce rapport (quatre membres de l'organe de surveillance et deux membres du conseil d'administration).
Suite à ce rapport, la Spedidam s'est attachée à la mise en oeuvre rapide et complète des recommandations. Dans son rapport de 2023, la Commission de contrôle des organismes de gestion des droits d'auteurs et des droits voisins a constaté que la société avait mis en oeuvre 27 recommandations (dont 8 formellement et 3 partiellement) sur les 35 qui lui avaient été adressées lors du rapport de 2022. Elle avait également pris acte que certaines recommandations nécessitaient une mise en oeuvre sur le long terme (refonte des systèmes d'informations, réforme des règles de répartition..).

## Rapprochement avec l'Adami
Le 17 octobre 2016, l'Adami et la Spedidam ont signé un accord de rapprochement. L'accord prévoit la création d'un ensemble commun au centre duquel la SAI (Société des artistes interprètes) se voit progressivement confiée de nouvelles missions de perception, de répartition et de paiement de leurs droits aux artistes.
Les missions initiales de la SAI sont la perception des rémunérations en provenance de l’étranger dues aux artistes-interprètes associés de la Spedidam et/ou de l’Adami, le paiement de ces rémunérations internationales aux artistes en « double mandat », c’est-à-dire les artistes ayant confié la gestion de leurs droits à l’étranger à la fois à la Spedidam et à l’Adami, et la gestion de la rémunération annuelle supplémentaire de 20 % due par les producteurs aux artistes-interprètes en vertu de l’allongement de la durée des droits dans le domaine sonore.
Désormais, la SAI gère uniquement la  rémunération supplémentaire des 20% (le rallongement de la protection des droits voisins dans le domaine sonore de 50 à 70 ans).
Les 2 organismes restent proches du fait de leurs intérêts communs pour défendre les droits de leurs associés respectifs.